# Fayalite
La fayalite, est une espèce  minérale du groupe des silicates et du sous-groupe des nésosilicates constituée de dioxyde de silicium (SiO2) et de fer. Elle possède ainsi la formule chimique Fe2SiO4 avec des traces ou impuretés en manganèse (Mn). Relativement rare dans la nature elle est très fréquente dans les scories de l'industrie du fer. La fayalite est ainsi le pôle pur ferreux de l'olivine (le pôle pur magnésien étant la forstérite).  

## Inventeur et étymologie
Décrite en 1840 par Christian Gottlieb Gmelin, son nom vient de celui de l’île de Fayal dans les Açores, où elle fut découverte,.

## Topotype
Île Faial, Açores, Portugal.

## Propriétés physiques
Très dure, de densité de 6,5 – 7 selon l’échelle de Mohs, la fayalite se forme à des températures en dessous de 350 °C, plus basses que celle de la formation de la forstérite. Elle nécessite également un fort rapport eau/minéral et une pression élevée correspondant à un fort rapport H2/H2O.

## Cristallographie
- Paramètres de la maille conventionnelle : a = 4.76, b = 10.2, c = 5.98, Z = 4 ; V = 290.34
- Densité calculée = 4,66

## Cristallochimie
Elle forme une série avec la forstérite d'une part et la téphroïte d'autre part. Elle fait partie du groupe de l'olivine.

### Groupe de l’olivine
Les membres de ce groupe répondent à la formule Me2SiO4 où Me peut être le calcium, le magnésium, le manganèse, le fer, et/ou le nickel.
- Fayalite Fe2SiO4
- Forstérite Mg2SiO4
- Glaucochroïte CaMnSiO4
- Kirschsteinite CaFeSiO4
- Laihunite FeIIFeIII2(SiO4)2
- Larnite Ca2SiO4 (monoclinique)
- Liebenbergite (Mg,Ni)2SiO4
- Monticellite CaMgSiO4
- Olivine (Mg,Fe)2SiO4
- Téphroïte Mn2SiO4

## Gîtologie
La fayalite se trouve communément dans les roches basiques et ultrabasiques, donc volcanique et plutonique, un peu moins dans les roches plutoniques felsiques et très rarement dans les granites pegmatitiques, dans les lithophyses, les obsidiennes, les roches métamorphiques riches en sédiments métalliques et dans les phylosilicates.
La fayalite coexiste habituellement avec de la troïlite, kamacite, magnétite, chromite, Ca-Fe pyroxène, les roches carbonatées impures.
La fayalite avec le quartz est stable à faibles pressions, alors que l’olivine magnésienne ne l’est pas. La fayalite réagit avec l’oxygène afin de produire de la magnétite et du quartz, ces trois minéraux composant le tampon oxygéné « FMQ ». La réaction est alors utilisée pour calculer la fugacité des enregistrements d’oxygène dans les assemblages des minéraux métamorphiques et les processus des roches ignées.

La fayalite est présente dans certaines météorites.

### Minéraux associés
La fayalite est souvent associée à : l’augite, le plagioclase, le microcline, le quartz, l’apatite, la magnétite, l’ilménite, aux spinelles, l'hedenbergite, l’arfvedsonite, et l’amphibole.

## Synonymie
- Chrysolite-fer
- Péridot ferrugineux (Fellenberg 1840)[6]

## Variété
- Hortonolite, variété de la série fayalite-forstérite qui peut aussi être considérée comme une variété de fayalite riche en Mg. Décrite par G.J.Brush en 1869[7].
- Knébélite, Terme intermédiaire de la série fayalite-tephroite, elle peut être considérée comme une fayalite riche en Mn. Décrite par  J.W. Dobereiner  en  1817 le mot dérive du patronyyme du  découvreur le major Knebel[8],[9].

## Gisements remarquables
- Allemagne

Nickenicher Sattel (Eicher Sattel), Eich, Andernach, Eifel, Rhin-Palatinat 
- Canada

Blue Bell mine, Riondel, Colombie-Britannique
- États-Unis

St. Peters Dome area, near Pikes Peak,
El Paso Co., Colorado; at Obsidian Cli,
Coso Hot Springs, parc national de Yellowstone, Wyoming
Inyo Co., California; at Rockport,
Essex Co., Massachusetts;
from Monroe, Orange Co., New York;
in the Iron Hill mine, Cumberland,
Rhode Island, Comté de Providence
- France

Charbonnier, Landos, Pradelles, Haute-Loire, Auvergne
Rascas - Valpayette Mines, Les Mayons, Var
Évisa, Corse-du-Sud, Corse

## Critères de reconnaissance
Quand elle fond, elle donne une boulette magnétique et elle est soluble dans l'acide nitrique (HNO3).